# 새말역
새말역(Saemal station)은 경기도 의정부시 신곡동에 있는 의정부 경전철의 전철역이다.

## 역사
- 2012년 7월 1일 : 의정부 경전철 발곡 ~ 탑석 구간 개통

## 역 구조
2면 2선의 상대식 승강장이 있는 지상역이며, 스크린도어가 설치되어 있다.

#### 승강장
| 동오↑             |
| \| 상             |
| ↓경기도청북부청사 |

| 상행 | ● 의정부 경전철 | 의정부시청 · 범골 · 발곡 방면                      |
| 하행 | ● 의정부 경전철 | 경기도청북부청사 · 어룡 · 차량기지 임시승강장 방면 |

승강장 번호는 없다.

## 역 주변
- 의정부우체국
- 의정부백병원
- 천보중학교
- 의순초등학교
- 의정부과학도서관
- 풍림아이원 아파트
- 드림밸리 아파트

## 인접한 역
| 의정부 경전철       | 의정부 경전철   | 의정부 경전철                                  |
| ------------------- | --------------- | ---------------------------------------------- |
| U118 동오 발곡 방면 | ● 의정부 경전철 | U120 경기도청북부청사 차량기지 임시승강장 방면 |